# تجمع شمع‌بدستان در براتیسلاوا
تجمع شمع بدستان 
(به اسلواکی: sviečková demonštrácia) در ۲۵ مارس ۱۹۸۸ در براتیسلاوا پایتخت اسلواکی نخستین اعتراض جمعی از سال ۱۹۶۹ علیه رژیم کمونیست چکسلواکی بود. این تظاهرات توسط گروه‌هایی از کلیسای کاتولیک که خواستار آزادی مذهبی در چکسلواکی بودند سازماندهی شده بود. این تظاهرات غیرخشونت‌آمیز پنج هزار نفری توسط پلیس سرکوب شد.
درخواست مجوز فعالین کاتولیک برای این تجمع توسط مقامات رد شد. اما این خبر توسط رادیو واتیکان انتشار یافت. این تجمع نخستین گام مهم برای سرنگونی رژیم کمونیستی در چکسلواکی بود. پنج هزار اسلواک با شمع‌های روشن در دستشان در میدان اصلی شهر تجمع کردند، در حالی که هزاران تن دیگر در خیابان‌های اطراف به دلیل بسته شدن ورودی‌های میدان توسط پلیس امنیتی امکان پیوستن به معترضان را نداشتند. پلیس از ماشین آب‌پاش، باتوم و چماق برای متفرق کردن معترضان استفاده کرد. در همان هنگام مقامات ارشد حزب کمونیست (نخست‌وزیر، وزیر کشور و وزیر فرهنگ) از محل هتل کارلتون در میدان شهر شاهد تمامی وقایع بودند.
۲۵ مارس در اسلواکی برای بزرگداشت تظاهرکنندگان شمع به دست، روز مبارزه برای حقوق بشر نامگذاری شده است.